# 魚の棚

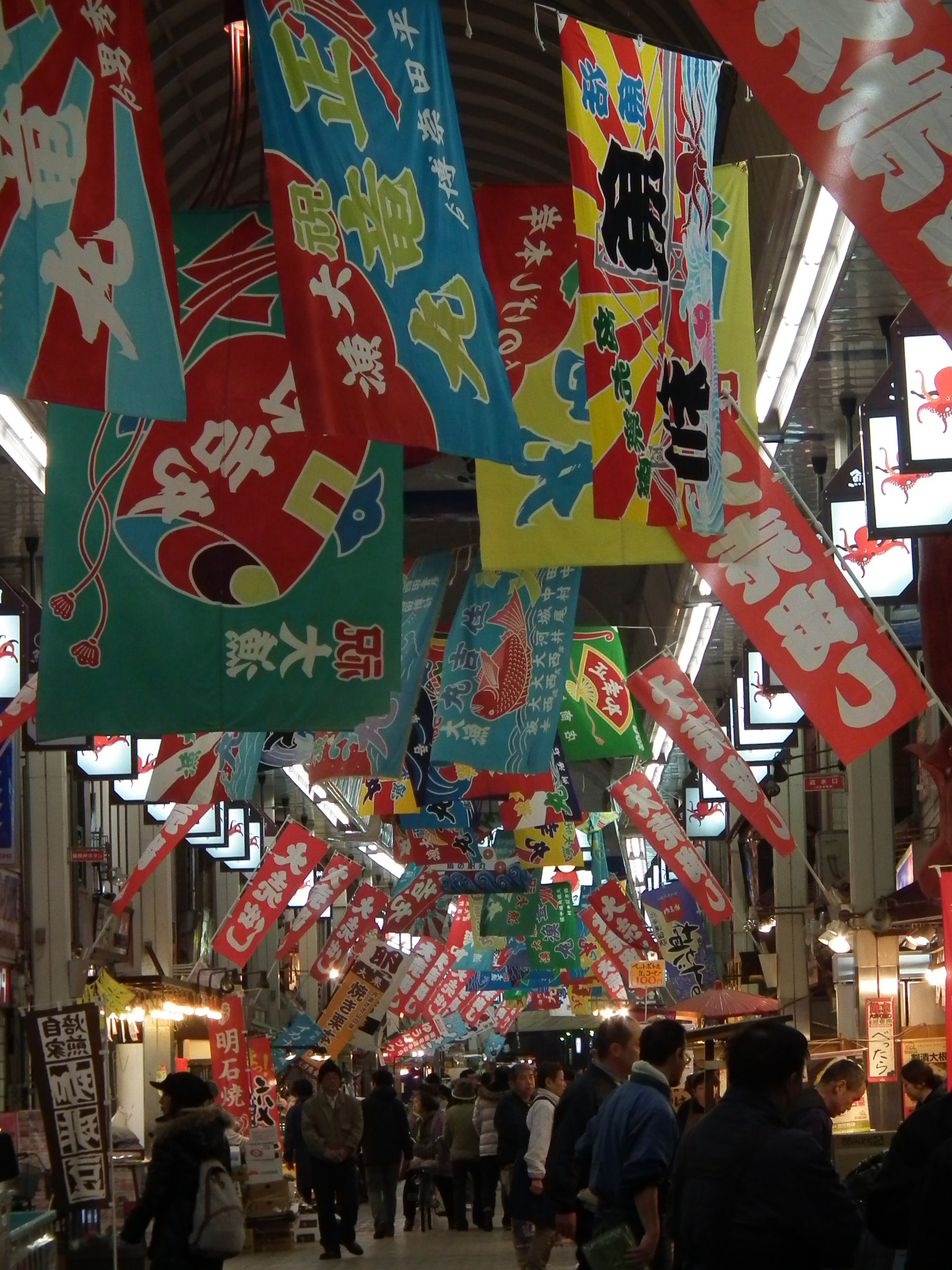
大漁旗が立ち並ぶ師走の魚の棚

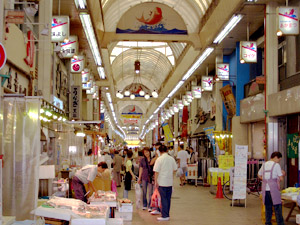
魚の棚商店街

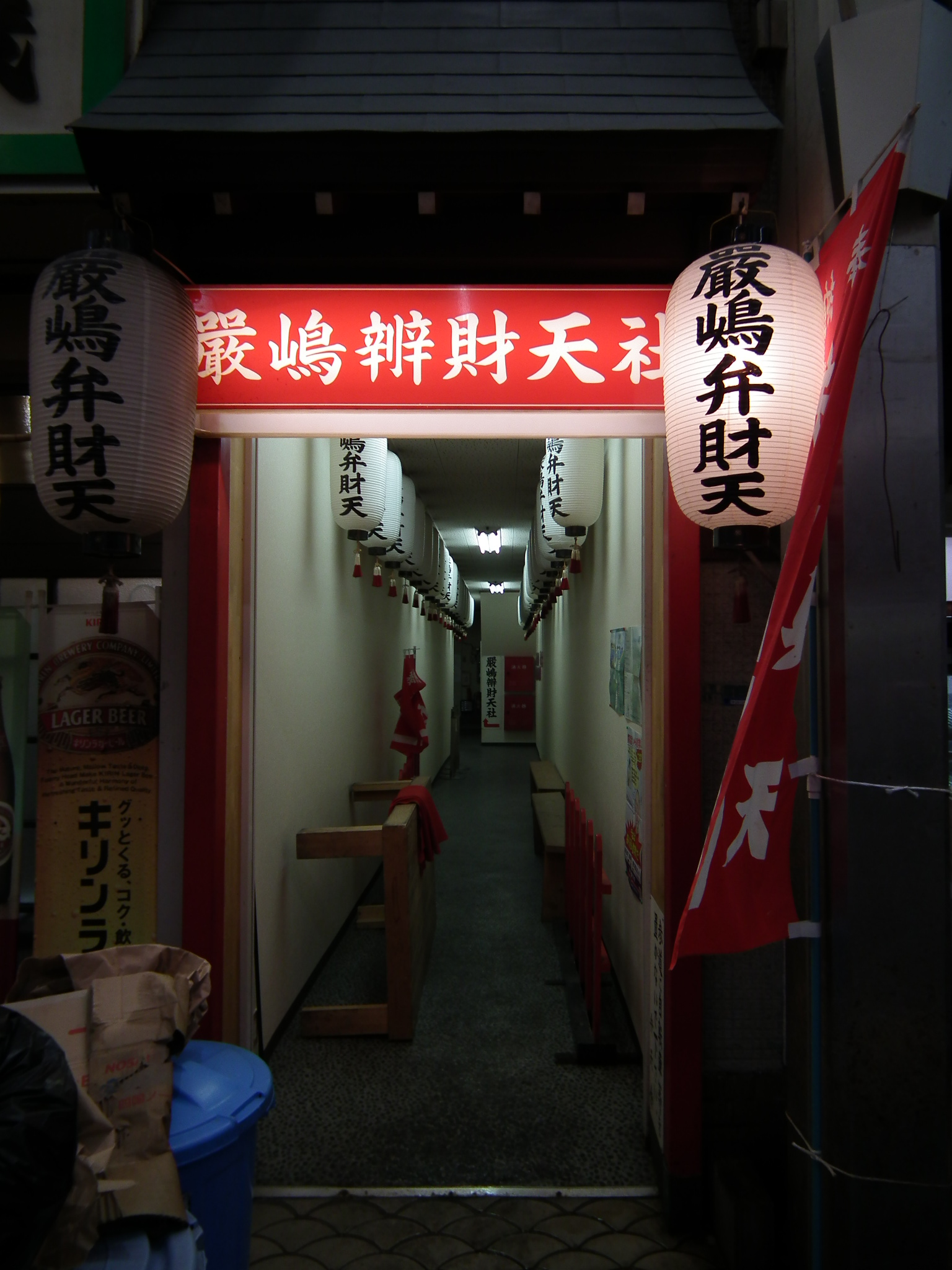
魚の棚商店街の一角にある厳島辨財天社（弁天様）

魚の棚（うおんたな・「うおのたな」或いは「うぉんたな」とも）は、兵庫県明石市本町一丁目にある商業地区。
鮮魚店が多いのが特徴で、県外からの客も多く明石の観光地としても重要な位置を占めている。過去にはマルハの創始者中部幾次郎の林兼商店（はやしかねしょうてん）などもあった。
とくに、明石海峡付近や播磨灘一帯で獲られ明石漁港から水揚げされた新鮮な魚介類を「前もの」と呼び、「明石鯛」「明石蛸」を筆頭に活きの良さを売り物としている。
明石銀座通りから、明淡国道（兵庫県道718号線の一部）までを繋ぐ国道2号の南側のアーケード街が「魚の棚商店街」（旧称は魚の棚センター街）とよばれる。全長350mのアーケードの下に、特産の魚介類や練り製品、乾物などを扱う商店を中心に100を超える店舗が軒を連ねており、鮮魚を扱う店が多いことで路面はタイル敷きとなっている。また、名物の明石焼きの店も多く出店される。
明石銀座や本町商店街とはアーケードで繋がっており、昼間は車両通行止となっている。
読みは複数あるが、商店街側は公式には「うおんたな」としており、商店街の看板等にもローマ字で「UONTANA」と表記されている。

## 歴史
- 1618年の明石城築城と同時に行われた、宮本武蔵によるとされる町割により、東魚町（現在の本町一丁目）と西魚町（現在の本町二丁目）とができた。東魚町は「東うおんたな」とよばれ主に鮮魚を、西魚町は「西うおんたな」とよばれ主に干物を扱っていた。
- 昭和初期頃に西魚町は廃れる。
- 1949年、大火事によりかなりの部分が焼失。
- 1961年、アーケードが完成。
- 1972年、東魚町は鍛冶屋町の銀座通り以西と統合され、本町一丁目となり現在に至る。
- 1987年、アーケード改装。路面がアスファルト舗装からタイルとなる。

## 周辺施設
- 魚の駅（まちかどギャラリー）
- 厳島辨財天社（弁天様）
- 明石漁港（明石浦漁港・林崎漁港）
- JR神戸線（山陽本線）「明石駅」
- 山陽電車「山陽明石駅」